# Loïse Puget
Louise Françoise Puget (París, 11 de febrer de 1810 - Pau, Aquitània, 1889), fou una compositora francesa.
Coneguda també com a Loïse Lemoine pel seu matrimoni amb l'escriptor Gustave Lemoine, durant els anys 1830 començà a despuntar cantant pels salons aristocràtics algunes melodies de la seva composició, que tingueren molt d'èxit per la seva delicadesa i bon gust, malgrat mancar de verdadera vàlua musical. Una d'elles titulada, la titulada A la grace de Dieu, inspirà a dos dramaturgs, Ennery i Lemoine, el drama del mateix títol.
Loïse també va tractar d'escriure per al teatre, havent donat a l'escena Le Mauvais oeil i La veilleuse, obres estrenades a París el 1836 i 1869, respectivament, però no tingueren èxit.
Entre les seves romances a més de les citades, es poden esmentar:

* Le rève de Marie,
* Mon pays
* Ave Maria
* L'exité du pays
* Soleil de ma Bretagne
* La benediction d'un père
* Confession du brigand
Anualment publicava àlbums de les seves obres, que eren molt sol·licitades.